# Jorge Fucile
Jorge Ciro Fucile Perdomo (n. 19 noiembrie 1984, Montevideo, Departamentul Montevideo, Uruguay) este un fotbalist uruguayan care evoluează pentru Club Nacional de Football.